# FDP-Bundesparteitag 2019
Koordinaten: 52° 29′ 56,2″ N, 13° 22′ 28,3″ O

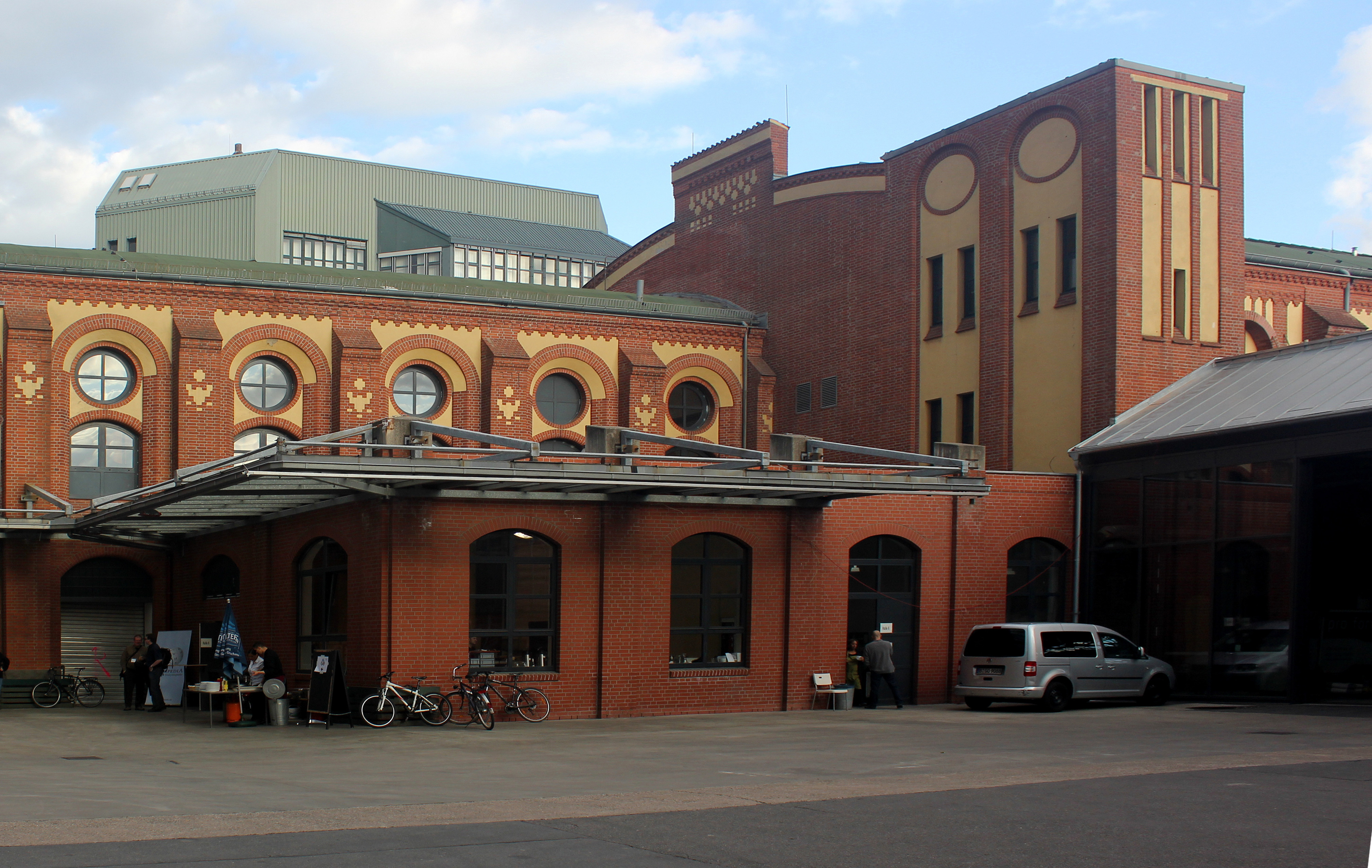
STATION Berlin

Der FDP-Bundesparteitag 2019 der FDP fand vom 26. bis 28. April 2019 im Messezentrum STATION-Berlin in Berlin statt. Es handelte sich um den 70. ordentlichen Bundesparteitag der FDP in der Bundesrepublik Deutschland. Turnusgemäß wurden auf diesem Bundesparteitag das Präsidium und der Bundesvorstand neu gewählt.

## Ablauf
Der Bundesparteitag stand unter dem Motto „Ein Land wächst mit seinen Menschen“. Nach der Eröffnung durch die stellvertretende Bundesvorsitzende Katja Suding folgten unter anderem Rechenschaftsberichte des Parteivorsitzenden Christian Lindner, des Schatzmeisters Hermann Otto Solms und des Ombudsmitglieds Christopher Gohl.

## Bundesvorstand
Dem Bundesvorstand gehören nach der Neuwahl 2019 an:
| Position                                  | Name |
| ----------------------------------------- | --- |
| Vorsitzender                              | Christian Lindner |
| Stellvertretender Vorsitzender            | Wolfgang Kubicki |
| Stellvertretende Vorsitzende              | Nicola Beer |
| Stellvertretende Vorsitzende              | Katja Suding |
| Schatzmeister                             | Hermann Otto Solms |
| Beisitzer im Präsidium                    | Michael Theurer |
| Beisitzer im Präsidium                    | Volker Wissing |
| Beisitzer im Präsidium                    | Frank Sitta |
| Generalsekretärin                         | Linda Teuteberg |
| 1. Abteilung, Beisitzer im Bundesvorstand | Michael Georg Link, Katja Hessel, Lars Lindemann, Axel Graf Bülow, Hauke Hilz, Anna-Elisabeth von Treuenfels-Frowein, René Rock, René Domke, Sylvia Bruns, Andreas Reichel, Daniela Schmitt, Kirsten Cortez de Lobao, Torsten Herbst, Marcus Faber, Heiner Garg, Thomas L. Kemmerich                                    |
| 2. Abteilung, Beisitzer im Bundesvorstand | Otto Fricke, Marie-Agnes Strack-Zimmermann, Johannes Vogel, Konstantin Kuhle, Yvonne Gebauer, Bettina Stark-Watzinger, Alexander Pokorny, Christian Dürr, Lencke Wischhusen, Stefan Ruppert, Martin Hagen, Lukas Köhler, Stefan Birkner, Bijan Djir-Sarai, Judith Skudelny, Pascal Kober, Ria Schröder, Manuel Höferlin |